# 奥本代尔 (佛罗里达州)
奥本代尔（英語：Auburndale），是美国佛罗里达州波爾克縣下属的一座城市。建立于1911年。面积约为24.1平方公里（约合9.3平方英里）。根据2010年美国人口普查，该市有人口13,507人。论人口在本州排行第134。